# Kimswerd
Kimswerd (en frison : Kimswert) est un village de la commune néerlandaise de Súdwest Fryslân, situé dans la province de Frise. 

## Géographie
Le village est situé dans l'ouest de la Frise et baigné par la mer des Wadden.

## Histoire
Kimswerd fait partie de la commune de Wûnseradiel jusqu'au 1er janvier 2011, où celle-ci est supprimée et fusionnée avec Bolsward, Nijefurd, Sneek et Wymbritseradiel pour former la nouvelle commune de Súdwest-Fryslân.

## Démographie
En 2021, la population s'élève à 565 habitants.

## Personnalités
- Pier Gerlofs Donia, surnommé le Grand Pierre, guerrier, pirate, rebelle et héros populaire frison.